# Arquidiocese de Passo Fundo
A Arquidiocese de Passo Fundo (Archidiœcesis Passofundensis) é uma circunscrição eclesiástica da Igreja Católica no Rio Grande do Sul, Brasil. É a sé metropolitana da Província Eclesiástica de Passo Fundo. Pertence ao Conselho Episcopal Regional Sul III da Conferência Nacional dos Bispos do Brasil. A sé arquiepiscopal está na Catedral de Nossa Senhora Aparecida.

## Histórico
A Diocese de Passo Fundo (Diœcesis Passofundensis) foi ereta canonicamente aos 10 de março de 1951, por meio da bula Si qua diocesis do Papa Pio XII, sendo sufragânea da Arquidiocese de Porto Alegre. O território da diocese foi desmembrado da então Diocese de Santa Maria.
Foi elevada a Arquidiocese pelo Papa Bento XVI no dia 13 de abril de 2011, passando a ser sé metropolitana da Província Eclesiástica de mesmo nome, tendo como sufragâneas as dioceses de Vacaria, Frederico Westphalen e Erexim.

## Demografia e paróquias
O território da arquidiocese localiza-se no norte do estado do Rio Grande do Sul, no sul do Brasil, tendo como limites com as dioceses de: Caxias do Sul, Cruz Alta, Erexim, Frederico Westphalen, Santa Cruz do Sul e Vacaria. Sua extensão territorial é de 11 812,2 km². Sua população era de 503 588 habitantes em 2007 (IBGE). Possui 52 paróquias.

## Arcebispos e bispos
|                             | Nome                           | Período    | Notas                             |
| Arcebispos                  | Arcebispos                     | Arcebispos | Arcebispos                        |
| --------------------------- | ------------------------------ | ---------- | --------------------------------- |
| 3º                          | Rodolfo Luís Weber             | 2015-      | atual                             |
| 2º                          | Antônio Carlos Altieri, S.D.B. | 2012-2015  | Arcebispo Emérito                 |
| 1º                          | Pedro Ercílio Simon            | 2011-2012  |                                   |
| Bispos diocesanos           |                                |            |                                   |
| 3º                          | Pedro Ercílio Simon            | 1999-2011  | Elevado a Arcebispo               |
| 2º                          | Urbano José Allgayer           | 1982-1999  |                                   |
| 1º                          | João Cláudio Colling           | 1951-1981  | Nomeado Arcebispo de Porto Alegre |
| Bispo coadjutor             |                                |            |                                   |
|                             | Pedro Ercílio Simon            | 1998-1999  |                                   |
| Bispo Auxiliar              |                                |            |                                   |
|                             | Liro Vendelino Meurer          | 2009-2013  | Nomeado Bispo de Santo Ângelo     |
| Administradores apostólicos |                                |            |                                   |
|                             | Paulo Antonio de Conto         | 2015-2016  | Bispo de Montenegro               |